# Valentin Schwab
Valentin Schwab (* 27. Juli 1948 in Arnstein; † 16. Februar 2012 in Würzburg) war ein deutscher Fotograf und Filmemacher.

## Leben und Werk
Valentin Schwab wurde am 27. Juli 1948 als eines von neun Kindern in Arnstein geboren. Nach einer Ausbildung zum Binnenschiffer erlernte er als zweiten Beruf den des Reprografen. Danach studierte er an der Kunsthochschule Kassel Film, Foto und Fernsehen. Ab 1978 war er als freier Dokumentarfotograf und Filmemacher tätig. Nach dem Studium ließ er sich wieder in seiner Heimat Unterfranken nieder.
In den 80er Jahren war Schwab als Kameramann in mehreren Krisengebieten weltweit unterwegs. Sein Freund Eberhard Fiebig schrieb nach seinem Tod über ihn: „Valentin sah es als seine Pflicht an, dorthin zu gehen, wo Menschen für die Verbesserung ihrer Lebensbedingungen kämpften. Um ihnen, nach Maßgabe seiner Mittel, im Kampf zur Seite zu stehen.“
Schwab, der Pazifist, war in fünf Kriegen weltweit zugegen. In Eritrea, Nicaragua, El Salvador, in Libanon und in Südafrika. Immer sein Leben aufs Spiel setzend, wurde er zweimal verwundet. Er hat große Risiken auf sich genommen und ist mehrmals gerade eben mit dem Leben davongekommen.
Unter der Regie von Manfred Vosz drehte er die Dokumentarfilme: „Die nackten Füße Nicaraguas“ (1983), „Mütter, Dollars und ein Krieg – der Kampf um El Salvador“ (1984), und „Goethe in D“ (1986).
1991 erhielt Schwab eine Gastprofessur in Havanna, Kuba. Das Thema war „Einführung in Bildkultur und Bildgestaltung mit der Filmkamera“.
Mit eigenen Fotografien gewann Schwab mehrere Preise. Ein wichtiges Projekt waren die Fotografien über das Leben auf dem Land in Unterfranken, seine „Hommage à Franken“. Er zeigte den Wandel in der Landschaft, den Arbeitsmethoden im täglichen Leben, in der Architektur. 1999/2000 wurden Werke aus diesem Komplex in der Ausstellung „LebensRäume“ in der Städtischen Galerie in Würzburg gezeigt. In der Ausstellung „Heimspiel“ (2005) und in der Ausstellung „Zimmer, Küche, Bad“ (2011/2012) waren Fotos von ihm zu sehen. Ein Teil seiner Werke wurde 2009 vom Museum im Kulturspeicher in Würzburg gekauft.
Nach schwerer Krankheit starb Schwab am 16. Februar 2012.

## Filmografie
- 1975: Die Kunst gehört dem Volk (Kurz-Dokumentarfilm)
- 1976: Zeugnisse einer Befreiungsbewegung (Kurz-Dokumentarfilm)
- 1983: Die nackten Füße Nicaraguas (Dokumentarfilm)
- 1985: Goethe in D. (Dokumentarfilm)
- 1986: Mütter, Dollars und ein Krieg – Der Kampf um El Salvador (Dokumentarfilm)